# Джейсон Сміт (хокеїст)
Джейсон Меттью Сміт (англ. Jason Matthew Smith; 2 листопада 1973, м. Калгарі, Канада) — канадський хокеїст, захисник. Асистент головного тренера «Оттава Сенаторс» у Національній хокейній лізі (НХЛ).  
Виступав за «Реджайна Петс» (ЗХЛ), «Утіка Девілс» (АХЛ), «Нью-Джерсі Девілс», «Олбані Рівер-Ретс» (АХЛ), «Торонто Мейпл-Ліфс», «Едмонтон Ойлерс», «Філадельфія Флайєрс», «Оттава Сенаторс».
В чемпіонатах НХЛ — 1008 матчів (41+128), у турнірах Кубка Стенлі — 68 матч (1+10).
У складі національної збірної Канади учасник чемпіонату світу 2001 (7 матчів, 1+0). У складі молодіжної збірної Канади учасник чемпіонату світу 1993.
Досягнення
- Вородар Кубка Колдера (1995)
- Переможець молодіжного чемпіонату світу (1993)

Нагороди
- Трофей Білла Гантера (1993)

Тренерська кар'єра
- Асистент головного тренера «Оттава Сенаторс» (з 2014, НХЛ)